# جوليس غيلز
جوليس غيلز (بالفرنسية: Jules Gales)‏ هو لاعب كرة قدم لوكسمبورغي، ولد في 13 يوليو 1924 في مدينة لوكسمبورغ في لوكسمبورغ، وتوفي في 22 مايو 1988 في Remich ‏ في لوكسمبورغ. لعب مع سبورا لوكسمبورغ.

## وصلات خارجية
- جوليس غيلز على موقع الاتحاد الدولي (مؤرشف)  (الإنجليزية)
- جوليس غيلز على موقع قاعدة بيانات كرة القدم.إي يو (الإنجليزية)
- جوليس غيلز على موقع ناشيونال فوتبول تيمز (الإنجليزية)
- جوليس غيلز على موقع عالم كرة القدم.نت (الإنجليزية)
- جوليس غيلز على موقع أوليمبيديا (الإنجليزية)